# Hervé Cove
Hervé Cove – niewielka zatoka u wybrzeży Wyspy Króla Jerzego, w południowej części Ezcurra Inlet (część Zatoki Admiralicji). Po zachodniej stronie zatoki wznosi się Brekcjowa Turnia, do zatoki opada Lodospad Dery.
Zatokę po raz pierwszy skartografowała Francuska Ekspedycja Antarktyczna w latach 1908-1910; nazwa pochodzi od nazwiska jednego z jej uczestników.